# Zona pastorale
Una zona pastorale è una circoscrizione ecclesiastica in cui può essere suddivisa una diocesi. Comprende alcune parrocchie vicine fra loro e omogenee dal punto di vista sociale e pastorale. La suddivisione in zone pastorali è infatti funzionale all'organizzazione di attività in comune fra varie parrocchie in modo da poter valorizzare al meglio le risorse di parrocchie piccole o per fronteggiare la carenza di sacerdoti. 
I compiti della zona pastorale possono essere sintetizzati in quattro punti:
- organizzazione e coordinamento della pastorale
- inserimento delle parrocchie in una pastorale unitaria diocesana
- esempio di comunione e condivisione fra diverse parrocchie
- specializzazione di sacerdoti in uno specifico campo della pastorale e adozione di metodi pastorali appropriati[1]

La zona pastorale ha a capo un vicario episcopale, che può essere chiamato anche vicario foraneo o vicario zonale o delegato vescovile. In alcuni casi il vicario episcopale è un vescovo ausiliare, a cui il vescovo affida incarichi pastorali (ad esempio il conferimento delle cresime) in una specifica zona pastorale.
Se nella diocesi vi è penuria di sacerdoti, ad un singolo presbitero possono essere affidate più parrocchie all'interno della stessa zona pastorale. In alcune diocesi le zone pastorali sono ulteriormente divise in decanati (o vicariati). Le diocesi più piccole non presentano una suddivisione in zone pastorali.
Alcune zone pastorali, come quelle dell'Arcidiocesi di Bologna, sono rette da un sacerdote moderatore e da un'assemblea di zona, costituita dai parroci, dai religiosi, dai laici delle parrocchie e da appartenenti all'associazioni e ai movimenti del territorio.